# كأس رئيس الاتحاد الآسيوي 2012
كأس رئيس الاتحاد الآسيوي 2012 كانت النسخة الثامنة من مسابقة كأس رئيس الاتحاد الآسيوي. وهي بطولة كرة قدم «للبلدان الناشئة» في آسيا وتنظم من قبل الاتحاد الآسيوي لكرة القدم. ستشارك فرق من 12 دولة عضو بالقارة.
أصبح استقلال ثاني فريق من طاجيكستان يفوز بكأس رئيس الاتحاد الآسيوي بعد فوزه 2–1 على مركز شباب الأمعري الفلسطيني في النهائي.

## الفرق المتأهلة
الاتحادات الإثني عشرة التالية مثلت في كأس رئيس الاتحاد الآسيوي 2012.
| الاتحاد      | الفريق                | طريقة التأهل                         | الظهور  | آخر مشاركة |
| ------------ | --------------------- | ------------------------------------ | ------- | ---------- |
| بنغلاديش     | شيخ جمال              | بطل دوري بنغلاديش 2010–11            | الأول   | لا شيء     |
| بوتان        | ييدزين                | بطل دوري الدرجة الأولى البوتاني 2011 | الثالث  | 2011       |
| كمبوديا      | بنوم بنه كراون        | بطل الدوري الكمبودي 2011             | الرابع  | 2011       |
| الصين تايبيه | شركة تايوان للطاقةح.ل | بطل دوري تايوان لكرة القدم 2011      | الخامس  | 2011       |
| قيرغيزستان   | دوردوي بشكيك          | بطل دوري قيرغيزستان 2011             | السابعة | 2010       |
| منغوليا      | إيرتشيم               | فائز كأس السوبر المنغولي 2011        | الأول   | لا شيء     |
| نيبال        | نادي شرطة نيبال       | بطل دوري نيبال الوطني 2011–12        | الخامس  | 2011       |
| باكستان      | كي أر إل              | بطل دوري باكستان الممتاز 2011        | الثاني  | 2010       |
| فلسطين       | مركز شباب الأمعري     | بطل الدوري الفلسطيني الممتاز 2010–11 | الأول   | لا شيء     |
| سريلانكا     | راتنام                | بطل الدوري السريلانكي الممتاز 2011   | الرابع  | 2008       |
| طاجيكستان    | استقلال               | بطل الدوري الطاجيكي 2011             | الثاني  | 2011       |
| تركمانستان   | بلقان                 | بطل دوري تركمانستان 2011             | الثاني  | 2011       |

ملاحظات
- تقدمت منغوليا بطلب المشاركة في كأس رئيس الاتحاد الآسيوي 2012.[5] وقد تم الموافقة على هذا الطلب من قبل الاتحاد الآسيوي في نوفمبر 2011.[6] وستشارك للمرة الأولى في المسابقة.
- تقدمت ميانمار بطلب المشاركة في كأس الاتحاد الآسيوي 2012.[7] وقد تم الموافقة على هذا الطلب من قبل الاتحاد الآسيوي في نوفمبر 2011.[4]
- ح.ل حامل اللقب

## الجدول
جدول مواعيد البطولة لسنة 2012.
- دور المجموعات: 3–13 مايو
- الجولة النهائية: 24–30 سبتمبر

## دور المجموعات
سيتم تقسيم الفرق الإثني عشر في دور المجموعات إلى ثلاث مجموعات كل واحدة تضم أربعة فرق. وبيحث تلعب كل مجموعة بنظام الدوري من مرحلة واحدة تقام في مكان ممكرز. سوف يتأهل الفريقين الأفضل عن كل مجموعة إلى الجولة النهائية. يتم تحديد ترتيب الأندية وفقاً للنقاط (3 نقاط للفوز، نقطة واحدة للتعادل، 0 من نقاط للخسارة) والمعايير الظاهرة في الترتيب التالي:
1. أكبر عدد من النقاط التي حصل عليها في مباريات المجموعة بين الفرق المعنية;
2. فارق الأهداف الناتج من مباريات المجموعة بين الفرق المعنية;
3. أكبر عدد من الأهداف المسجلة في مباريات المجموعة بين الفرق المعنية; (قانون الأهداف خارج القواعد لا ينطبق)
4. فارق الأهداف في جميع مباريات المجموعة;
5. أكبر عدد من الأهداف المسجلة في جميع مباريات المجموعة;
6. ركلات الترجيح من علامة الجزاء إذا كان فقط اثنين من هذه الفرق المعنية، وكلاهما على ميدان اللعب؛
7. أقل نتيجة محتسبة وفقا لعدد من البطاقات الصفراء والحمراء التي اشهرت في مباريات المجموعة، (نقطة 1 لكل بطاقة صفراء و3 نقاط لكل بطاقة حمراء نتيجة لاثنين من البطاقات صفراء و3 نقاط عن كل بطاقة حمراء مباشرة، و4 نقاط لكل بطاقة صفراء تتبعها بطاقة حمراء مباشرة)
8. سحب القرعة.

أعلن الاتحاد الآسيوي لكرة القدم يوم 2 مارس 2012 بأن الدول المضيفة لدور المجموعات ستكون بنوم بنه كراون (كمبوديا)، كي أر إل (باكستان)، واستقلال (طاجيكستان). سوف تقام قرعة دور المجموعات في مقر الاتحاد الآسيوي في كوالا لمبور، ماليزيا يوم 6 مارس 2012، 15:00 ت ع م+08:00.

### المجموعة الأولى
- تقام جميع المباريات في باكستان (الفريق المضيف: كي أر إل).
- الأوقات المذكورة هي ت ع م+05:00.

| الفريق             | نقاط | فرق | عليه | له | خ | ت | ف | لعب |
| ------------------ | ---- | --- | ---- | -- | - | - | - | --- |
| شركة تايوان للطاقة | 4    | 1+  | 0    | 1  | 0 | 1 | 1 | 2   |
| كي أر إل           | 2    | 0   | 0    | 0  | 0 | 2 | 0 | 2   |
| إيرتشيم            | 1    | 1−  | 1    | 0  | 1 | 1 | 0 | 2   |

- إنسحب  شيخ جمال، [9] نقلا عن لقلق الأمني من اللعب في باكستان.[1]

| كي أر إل | 0 – 0 | إيرتشيم |
| -------- | ----- | ------- |
|          | تقرير |         |

| إيرتشيم | 1 – 0 | شركة تايوان للطاقة |
| ------- | ----- | ------------------ |
|         | تقرير | تشين يي وي 90+3'   |

| كي أر إل | 0 – 0 | شركة تايوان للطاقة |
| -------- | ----- | ------------------ |
|          | تقرير |                    |

### المجموعة الثانية
- تقام جميع المباريات في كمبوديا (الفريق المضيف: بنوم بنه كراون).
- الأوقات المذكورة هي ت ع م+07:00.

| الفريق          | نقاط | فرق | عليه | له | خ | ت | ف | لعب |
| --------------- | ---- | --- | ---- | -- | - | - | - | --- |
| دوردوي بشكيك    | 9    | 14+ | 3    | 17 | 0 | 0 | 3 | 3   |
| بنوم بنه كراون  | 6    | 8+  | 1    | 9  | 1 | 0 | 2 | 3   |
| نادي شرطة نيبال | 3    | 1−  | 6    | 5  | 2 | 0 | 1 | 3   |
| ييدزين          | 0    | 21− | 23   | 2  | 3 | 0 | 0 | 3   |

| بنوم بنه كراون                                                                       | 0 – 8 | ييدزين |
| ------------------------------------------------------------------------------------ | ----- | ------ |
| سوكومفياك 20' · بوري 26'، 41'، 66' · سوثي 54' · سوس سوهانا 61' · فينغ 76' · فينغ 85' | تقرير |        |

| دوردوي بشكيك                                      | 1 – 5 | نادي شرطة نيبال    |
| ------------------------------------------------- | ----- | ------------------ |
| مورزاييف 3'، 14'، 63' · شريبوف 12' · بايماتوف 70' | تقرير | باندي 45+1' (ركل.) |

| ييدزين                      | 11 – 2 | دوردوي بشكيك                                                                                                   |
| --------------------------- | ------ | --- |
| غييلتشين 40' · وانغدي 90+2' | تقرير  | مورزاييف 18'، 27'، 62'، 81'، 87' · عسكروف 39' · تيتيه 45' · ماكا كوم 59' · أندرسون 64'، 70' · بيكبولوتوف 90+1' |

| نادي شرطة نيبال | 1 – 0 | بنوم بنه كراون |
| --------------- | ----- | -------------- |
|                 | تقرير | بوري 21'       |

| نادي شرطة نيبال                         | 0 – 4 | ييدزين |
| --------------------------------------- | ----- | ------ |
| سيلوال 2'، 71' · شريسثا 37' · باندي 49' | تقرير |        |

| بنوم بنه كراون | 1 – 0 | دوردوي بشكيك        |
| -------------- | ----- | ------------------- |
|                | تقرير | بايماتوف 90' (ركل.) |

### المجموعة الثالثة
- تقام جميع المباريات في طاجيكستان (الفريق المضيف: استقلال).
- الأوقات المذكورة هي ت ع م+05:00.

| الفريق            | نقاط | فرق | عليه | له | خ | ت | ف | لعب |
| ----------------- | ---- | --- | ---- | -- | - | - | - | --- |
| استقلال           | 6    | 2+  | 1    | 3  | 0 | 0 | 2 | 2   |
| مركز شباب الأمعري | 3    | 0   | 2    | 2  | 1 | 0 | 1 | 2   |
| بلقان             | 0    | 2−  | 4    | 2  | 2 | 0 | 0 | 2   |

- إنسحب  راتنام.[9]

| بلقان         | 2 – 1 | مركز شباب الأمعري      |
| ------------- | ----- | ---------------------- |
| تشونكاييف 32' | تقرير | كوارع 59' · كشكش 90+2' |

| مركز شباب الأمعري | 1 – 0 | استقلال     |
| ----------------- | ----- | ----------- |
|                   | تقرير | إرغاشيف 75' |

| استقلال                        | 1 – 2 | بلقان       |
| ------------------------------ | ----- | ----------- |
| رابييف 41' · فاسييف 79' (ركل.) | تقرير | ديوانوف 66' |

## الجولة النهائية
لعبت الجولة النهائية في مكان تم تحديده من بين المتأهيل للجولة النهائية لاحقاً. الفرق الستة المتأهلة إلى الجولة النهائية تم تقسيمهم إلى مجموعتين كل مجموعة تضم ثلاثة فرق، بحيث تلعب المباريات بنظام الدوري من مرحلة واحدة. الفائز بكل مجموعة يتأهل إلى المباراة النهائية لتحديد البطل. سيتم استخدام (الوقت الإضافي وركلات الترجيح لتحديد من هو الفائز إذا لزم الأمر):
أبدى كل من بنوم بنه كراون (كمبوديا)، استقلال (طاجيكستان) ودوردوي بشكيك (قرغيزستان) ربغتهم في تنظيم النهائيات. في 18 يوليو 2012، قررت لجنة المسابقات بالاتحاد الآسيوي منح حق استضافة النهائيات لطاجيكستان. وقد تم المصادقة على القرار من قبل اللجنة التنفيذية يوم 19 يوليو 2012. سوف تقام قرعة النهائيات في دوشنبه يوم 31 يوليو 2012، 11:00 ت ع م+05:00.

### المجموعة الأولى
| الفريق         | نقاط | فرق | عليه | له | خ | ت | ف | لعب |
| -------------- | ---- | --- | ---- | -- | - | - | - | --- |
| استقلال        | 6    | 8+  | 0    | 8  | 0 | 0 | 2 | 2   |
| دوردوي بشكيك   | 3    | 6+  | 2    | 8  | 1 | 0 | 1 | 2   |
| بنوم بنه كراون | 0    | 14− | 14   | 0  | 2 | 0 | 0 | 2   |

| دوردوي بشكيك | 2 – 0 | استقلال                   |
| ------------ | ----- | ------------------------- |
|              | تقرير | إيرغاشيف 38' · صديقوف 58' |

| بنوم بنه كراون | 8 – 0 | دوردوي بشكيك                                                                          |
| -------------- | ----- | ------------------------------------------------------------------------------------- |
|                | تقرير | بايماتوف 5'، 72'، 90' · تيتيه 8' · كيتشن 58' · أندرسون 63' · شامشييف 75' · ساتايف 83' |

| استقلال                                                                       | 0 – 6 | بنوم بنه كراون |
| ----------------------------------------------------------------------------- | ----- | -------------- |
| فاسييف 26' · توخيروف 47' · شاريبوف 52' · رابيموف 58'، 90+1' · فتح اللهييف 76' | تقرير |                |

### المجموعة الثانية
| الفريق             | نقاط | فرق | عليه | له | خ | ت | ف | لعب |
| ------------------ | ---- | --- | ---- | -- | - | - | - | --- |
| مركز شباب الأمعري  | 4    | 4+  | 2    | 6  | 0 | 1 | 1 | 2   |
| شركة تايوان للطاقة | 4    | 2+  | 2    | 4  | 0 | 1 | 1 | 2   |
| كي أر إل           | 0    | 6−  | 8    | 2  | 2 | 0 | 0 | 2   |

| شركة تايوان للطاقة | 1 – 1 | مركز شباب الأمعري |
| ------------------ | ----- | ----------------- |
| تشين يي وي 87'     | تقرير | كشكش 62'          |

| كي أر إل | 3 – 1 | شركة تايوان للطاقة                          |
| -------- | ----- | ------------------------------------------- |
| عادل 88' | تقرير | هو مينغ تسان 55'، 58' · هوانغ كاي جون 90+4' |

| مركز شباب الأمعري                               | 1 – 5 | كي أر إل     |
| ----------------------------------------------- | ----- | ------------ |
| جمهور 41'، 61' · العبيد 54'، 56' · العويسات 70' | تقرير | سعد الله 40' |

### النهائي
| مركز شباب الأمعري | 2 – 1 | استقلال                  |
| ----------------- | ----- | ------------------------ |
| كشكش 21'          | تقرير | إرغاشيف 69' · فاسييف 78' |

| كأس رئيس الاتحاد الآسيوي 2012 استقلال اللقب الأول |